# Kuujjuarapik
Kuujjuarapik è un villaggio situato nella regione di Nunavik, all'interno del Québec, in Canada. Il villaggio, che si trova alla foce del fiume Great Whale sulla costa della baia di Hudson, è l'insediamento Inuit più meridionale della zona.

## Infrastrutture e trasporti
Kuujjuarapik è collegata al resto del Canada solo per mezzo del locale aeroporto; in estate è raggiungibile anche in barca.